# Фридрих фон Щолберг
Фридрих фон Щолберг (на немски: Friedrich von Stolberg; † 1314 или 2 октомври 1315/1316, Авиньон) от фамилията Щолберг, е анти-епископ на Вюрцбург (1313 – 1314).

## Биография
Той е син на граф Хайнрих II фон Щолберг († сл. 1272) и първата му съпруга Аделхайд фон Хенеберг († ок. 1259), вдовица на граф Лудвиг II фон Ринек († 1243), дъщеря на граф Попо VII фон Хенеберг, бургграф на Вюрцбург († 1245), и Елизабет фон Вилдберг († 1220). Брат е на граф Хайнрих III фон Щолберг († 1329/1347) и Хайнрих († 1357), епископ на Мерзебург (1341 – 1357).
Фридрих фон Щолберг е домхер и архдякон във Вюрцбург (1267 – 1313). През 1313 г., след избора на Готфрид III фон Хоенлое, той е избран от малцинство за епископ на Вюрцбург и е фаворизиран от Лудвиг IV Баварски.
Умира през 1314 г. или на 2 октомври 1315 или 2 октомври 1316 г. в Авиньон, Франция. През 1317 г. за епископ е поставен Готфрид III фон Хоенлое.